# Borborema (São Paulo)
Borborema este un oraș în statul São Paulo (SP), Brazilia.